# Wspólnota administracyjna Oberneuching
Wspólnota administracyjna Oberneuching – wspólnota administracyjna (niem. Verwaltungsgemeinschaft) w Niemczech, w kraju związkowym Bawaria, w rejencji Górna Bawaria, w regionie Monachium, w powiecie Erding. Siedziba wspólnoty znajduje się w miejscowości Neuching.
Wspólnota administracyjna zrzesza dwie gminy wiejskie (Gemeinde): 
- Neuching, 2 485 mieszkańców, 19,67 km²
- Ottenhofen, 1 834 mieszkańców, 10,27 km²